# 神埼荘
神埼荘（かんざきのしょう）は、平安時代から室町時代にかけて肥前国にあった荘園。神崎荘とも。代々皇室領。

## 概要

### 所在
肥前国神埼郡にあったとされる（現在の佐賀県神埼市付近）

### 規模
正応5年（1291年）時点、3000町。

### 起源
承和3年（836年）に勅旨田になった690町が起源である。
長和4年（1015年）以前に立荘、皇室領として歴代天皇・上皇に相伝された。

### 領主
皇室領(後白河法皇→後鳥羽上皇ら)→三浦氏(三浦泰村)→皇室領(後嵯峨上皇ら)

### 歴史と衰微
9世紀の勅旨田荘開発後、背振山門の鹿路氏や廣滝氏が経営に関わる。中央から下向してきた藤原氏や平氏の一門もこの地に土着した。藤原氏流三瀬氏など。平安時代から平氏政権期にかけて、大宰府、薩摩阿多と併せ日宋貿易の拠点となり、平忠盛一族の知行となる。
刀伊の入寇後の11 - 12世紀頃、鎮西平氏の一門伊佐平次兼輔（平兼輔）が神埼荘に土着、神埼氏（神埼兼輔）を称したと伝わる（平兼輔は島津荘を開墾したとされる大宰大監平季基の子と伝わる）。また、仁安3年（1168年）に荘官として嵯峨源氏融流の源満末が入る。満末の子孫は筑後国三潴郡蒲池の地頭となり蒲池氏を称する。この頃脊振千坊も栄える（霊仙寺跡など）。
文永・弘安の役で神埼荘は恩賞地配分の対象とされたため細分化された。三島氏族（大山祇神社）の河野氏などが入る。
南北朝時代には名前だけを残して荘園としての実態は失われた。
戦国時代に入り肥前に龍造寺氏が台頭、川上峡合戦で破れ降り背振山権門は歴史の表舞台からは姿を消した（「神代勝利」参照）。